# Biva hósi

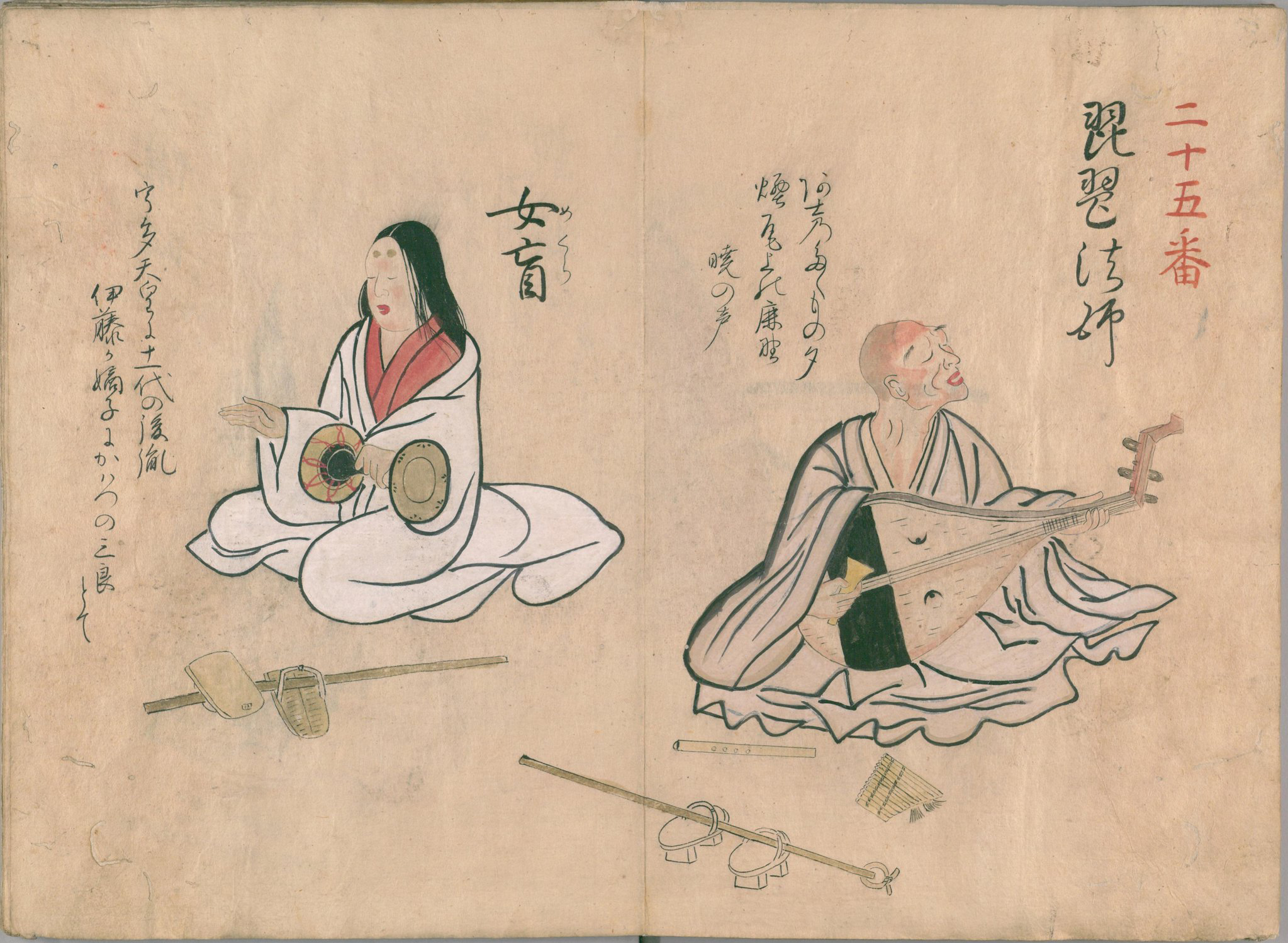
Biva hósi 1501-ben

A biva hósi (琵琶法師), más néven a „lantos papok” utazó előadók voltak a japán történelem során a Meidzsi-kort megelőzően. Biva kíséretével adtak elő mondákat, ebből éltek. Általában vakok voltak, a buddhista szerzetesekhez hasonlóan leborotválták a fejüket, és az övékhez hasonló ruhát hordtak. Ez a foglalkozás valószínűleg Kínaiból és Indiából eredeztethető, ahol gyakoriak voltak a laikus buddhista előadó papok.
Zenei stílusukat a heikjokunak (平曲) nevezik, jelentése ’heike zene’. Valójában ezek már a jóval a Genpei háború előtt léteztek, végül is narratíváik miatt váltak híressé. Mielőtt a biva hósik heikjokut kezdtek énekelni, szórakoztató művészek és rituális előadók voltak. Jelentős szerepet töltöttek be mind a költészet és a zene világában, mind a pestis terjedésének megakadályozásában valamint a lelki megtisztulásban is; valószínűleg pontosan rituális kötelezettségeik miatt lettek ők a Heike monogatari (平家物語) gondozói.
A biva hósikat tartják japán legismertebb epikus költeménye, a Heike monogatari első előadóinak. A mű két nagy hatalmú klán, a Minamotók és Tairák között dúló háborúról szól. A Tairákat (vagy Heikék) teljesen megsemmisítette a Minamotó klán (néha Gendzsiként is hivatkoznak rájuk) akik szisztematikusan megölték az ellenfelük összes férfi leszármazottját. Japánban a vallás terén abban az időben egyesítették a számos animista (Sintó) hitet a Buddhizmus teológiai vázával, ami sok nemesnek és vallási vezetőnek aggodalmat okozott, tartottak tőle, hogy a mérges Taira szellemek megzavarják a békét. Ezt igazolta számukra az 1158 körüli Nagy Földrengés. Mivel a rituáléik közé tartozott a szellemek lenyugtatás és a csapások megelőzése, a Heike zenéje a bosszús szellemek lenyugtatásának eszközévé vált. A Heikjoku és a Biva Hósi rendkívül népszerűvé vált a következő néhány évszázadra.

## Etimológia
A Biva Hósi (琵琶法師) jelentése szó szerint ’lantos pap’. A Houshi a bupó no kjósi-ból (仏法の教師) származik, ami egy buddhista tanításokat magyarázó tanítót jelent. A két karakter a hó (法) és a si (師) külön-külön Buddhista doktrínát, illetve tanítót jelentenek. Hósi-ként hivatkoztak azokra a vak szerzetesekre, akik heike-biván játszva kísérték a történelemről, háborúkról, legendákról szóló dalaikat. Később a hōshi már nem csak a vak hanem a látó előadókra is vonatkozott, valamint elkezdték más típusú szórakoztató művészekre is használni, ilyenek voltak például a táncos zenészek (田 楽 法師 dengaku hōshi), a kínai stílusú szórakoztatók (散 楽 法師 sarugaku hōshi), a csavargó művészek (絵 取 り 法師 edori hōshi), és a Sanjō férfiak (三条 法師 Sanjō hōshi). [2] A Biwa hósi-kat a japán ikonográfiában is említik, amely a késő Heian korszakra (794-1185 CE) nyúlik vissza. A Fudzsivara no Akihira (989-1066) által írt Sinszarugakuki-ban is megemlítik őket. [3]

## Történetük

### Eredetük és elterjedésük
A hagyomány szerint Sóbucu, a Tendái iskola egy buddhista szerzetese volt az első biva hósi aki megénekelte a Heike Monogatari-t, 1220 körül. Ezt követően a biva hósik között két csoport jött létre. Ezek voltak az Akasi Koicsi által alapított Icsikata iskola és a Jaszaka Kigen által alapított Jaszaka Iskola. A biva hósi-k képességeikhez mérten kaphattak rangot, a legkiemelkedőbbeket nevezték kengjó-nak (検 校), majd a kótó-k (勾当), a bettó-k (別 当) és zató-k(座 頭).
Akasi Kakuicsi (1300-1371) hozzájárulása segítette a Jaszaka és Icsikata frakciók elterjedését. Az ismert biva hósi, Kakuicsi heikjoku narrációja jelenleg elfogadott, mint a heike végleges változata. [7] Ennek dokumentumok által alátámasztott oka az, hogy Kakuicsi fontos szerepet játszott az Icsikata céh létrehozásában. Ez megelőzte a biva hósi-k önkormányzati céhének a Tódó-nak (当道) megalakulását. A Tódó (当道) kétféle módon részesült jövedelemben: a kiotói arisztokrácia és a katonaság támogatásának köszönhetően, valamint monopóliuma a heikjoku tanításán és átadásán alapult. Ahhoz, hogy tanítványként fogadják el, a törekvő hallgatónak díjat kell fizetnie, valamint a későbbiekben is minden újonnan tanult dal után megkövetelték egy bizonyos összeg kifizetését. A 13. és 14. század folyamán a biva hósi-k főként a katonai elit és az arisztokrácia (beleértve a régiók feudális urait a daimjo-kat is) számára tartottak előadásokat. Buddhista templomi szolgálatok során nyilvános előadásokon is szerepeltek. Az átlag embernek továbbá lehetősége volt arra, hogy részt vegyen úgynevezett Kandzsin előadásokon, azonban ezért kötelesek voltak belépő díjat fizetni.

### Sengoku-tól az Edo-korszakig
Az Ónin-háború (1467-1477) meg akasztotta a biva hósik addigi gyors gyarapodását. Ezt a háborút tartják számon mint a Sengoku-korszak (XV-XVII. század) kezdetét, a polgárháborúkkal és a politikai-katonai konfliktusokkal telíttet korszakét, amely közel két évszázadon át tartott. Azonban nem csak a konfliktus okozta az előadók számának csökkenését hanem a heikjoku hallgatóinak számának csökkenése is. Ebben az időben sok heike zenész fordította figyelmét a dzsóruri és a samiszen háromhúrú lantokra.
A biva hósi-k teljes eltűnését azonban megakadályozta Tokugava Iejaszu nevű daimjó, aki kedvelte a heike előadásokban rejlő művészetet. Ő volt az, aki lezárva a hadakozó fejedelemségek korát, újra egyesítette az országot és létrehozta a Tokugava sogunátust, vezetőként pedig buzgón támogatta a heike előadókat.
Az Edo-korszakban (1600-1868) a Tokugava sógunátus különleges kiváltságokat és jelentős anyagi támogatást adott a Tódó-nak, amelyet a Tódó-n belüli rangsor szerint osztottak el a tagok között. Az Edo-korszak arról is nevezetes, hogy ekkor jelölte ki a Sogunátus a heikét, mint a zene hivatalos, ceremonikus formáját.
Ennek következtében új iskolák alakultak meg, melyek közül sok az új samiszen stílust kezdte el követni. A két uralkodó iskola, melyet az Edo-időszak alatt hoztak létre, a Maeda Kjúicsi által alapított Maeda-rjú és Hatano Kóicsi által alapított Hatano-ryú. Mindketten Sidó-ha tagjai voltak, amely a régebbi Icsikata iskola legaktívabb ágának számított. Együttműködtek a heike azon rajongóival, akik az Edo-periódus során, a zenei alapban kisebb javításokat végeztek. A heike ceremonikus formája, melyet a Sógunátus számára adtak elő, mindinkább ünnepélyessé vált és egyre kifinomultabb lett, hogy megfeleljen az intellektuális osztály elvárásainak. Ráadásul, hogy az esetleges hibákat elkerülhessék, jelentősen csökkentették a lehetőséget az improvizációra.

### A Medzsi-korszaktól napjainkig
1868-ban a Meidzsi restauráció kezdete egyben a Tokugava Sógunátus végét is jelentette. Ez végső soron hozzájárult a Tódó eltörléséhez, minek következtében megszüntették a zenészek kiváltságait, ami a színvonal rohamos csökkenését eredményezte. Különösen a Hatano-rjú iskola veszített népszerűségéből, annyira, hogy huszadik század közepéig küzdött, azért, hogy fent tudjon maradni Kiotóban. Ráadásul az, hogy samiszen kísérettel adták elő a dalokat és a narratívákat, a Heike ősi meséi még inkább elavultnak mutatta. A legnagyobb váltás azonban az volt, hogy az Edo periódus végére a koto felváltotta a biva-t, mint a vak zenészek között leggyakrabban használt eszközt. Cugaru család (látó előadók) és a Nagoja család (A Tódó hagyományt követő, hivatásos vak zenészek), melyek mindketten a Maede-rjúhoz tartoztak, kitartottak a heike hagyományok mellett. A Cugaru házból származó Kuszumi Taisó (1815-1882), még az Edo-korabeli Maeda-rjút tanulta, sajnálta a heike hanyatlását, ugyanígy fiai Tatejama Zennosin és Tatejama Kógo, így a Meidzsi kor végén igyekeztek minél több tanulót támogatni. Ezenkívül Nagojában, abban a városban, ahol még mindig virágoztak a heike előadások, vak zenészek egy kis csoportja a koto és samiszen növekvő népszerűsége mellett képesek voltak a heike hagyományait megtartani. A Nagoja családok szinte teljesen a szájhagyomány útján terjedő történetekre hagyatkoztak. Többek között ezért is jelölte ki a japán kormány a Nagoja heikét 1955-ben és a Cugaru heikét 1959-ben, hogy az eszmei és kulturális értékeket feljegyezzék. A kijelölt Nagoja előadók, név szerint Inokava Kóji, Doizaki Maszatomi és Misina Maszajaszu a korábbiakhoz híven folytatták tudásuk átadását.
A librettikus szövegkönyvet, amire a mai, nagoyai heikjoku előadás épül, Heike Soszecunak hívják. A szerzője Ogino Tomoicsi (1732-1801) eredetileg a Hatano-rjú frakció tanítványa volt, amíg el nem nyerte a kengjó posztját a Maeda-rjú iskola kiotói ágában. A Hatanú-rjúban betöltött szerepe miatt nagyfokú tudása volt mind a két fő iskoláról, így hatalmas szerepet játszott a biva hósi újraélesztésében.
Takemicu Toru mentette meg a bivát a kihalástól, azzal, hogy nyugati zeneszerzőkkel kezdeményezett együttműködést. Takemicu és előtte néhány zeneszerző felismerték, hogy a japán zene egyre inkább elavulttá válik, szinte semmi érdeklődés nem fordult felé. A zeneelmélet és zeneszerzés területén írt tanulmányok szinte teljes egészében a nyugati zeneelméletről és oktatásról szóltak. Néhányan ezen zeneszerzők közül elkezdtek japán zenét és hangszereket beépíteni műveikbe, azonban kizárólag azokra a hangszerekre fókuszáltak, amik a leginkább hasonlítottak a nyugatiakhoz, mint például Miyagi Micsio koto felhasználása. Takemicu másrészről nyugati zeneszerzőkkel kollaborált, hogy beleépítse a műveikbe a tipikusan ázsiai bivát. Jól fogadták a műveit, ami új életre keltette a biva felé forduló érdeklődést, megakadályozva ezzel, hogy teljesen kihaljon.
Hugh de Ferranti szerint a biva modern, élő előadásai ritkák és majdnem az összes előadó a "Csikuzen-biva és a Szacuma-biva gyakorlója". A Szacuma-biva "a moszo és a szamuráj-osztály közötti interakciókból alakult" Szacuma prefektúrában, a "modern biva" népszerűségének virágkorát kezdve meg, az 1930-as évekig, míg a Csikuzen-biva Kjúsu Csikuzen régiójából, az 1890-es évekből ered, a mószó zene, a samiszen és a Szacuma-biva technikájára építve. Ezek a tradíciók széleskörű elismerést élveztek a huszadik század elején, a "kései Meidzsi nacionalista, imperialista ideológiája" miatt. A háború utáni időszakban ezeket a hagyományokat "finomított klasszikus törekvéseknek" tekintették, ami a heike-biván túlmutató népszerűségüket eredményezte. Maga a biva ábrázolva van Benzaiten istennővel, a szentélyeiben és a Sicsi Fukudzsin képein.
"Örökre hozzá lett kötve a Heike Monogatari világához, a harcrakészség és a szamuráj eszmék komor világához." – Hugh de Ferranti
A bivához kötődő modern asszociációk főként a biva hósikhoz kötődnek, illetve a jól ismert, az iskolákban tanított és a mangákban, televíziós sorozatokban, ponyva irodalomban és más médiákban újra és újra adaptált Heike monogatariból és a Fülnélküli Hóicsi történetéből. Mint ilyen, a legtöbb japán úgy gondol a bivára, mint egy ütött-kopott, régi hangszere, melyen egy vak ember játszik, aki úgy néz ki, mint egy buddhista szerzetes, aki háborúról és a szellemekről szóló régi történetekről énekelve vándorol. Hugh the Ferranti szerint "az iskolázottság világán és a tanulásban és előadásban járatosokon kívül", kevés japán civil számára ismerősek a biva hangzásbeli tulajdonságaival és kevesen képesek felismerni a tónusát, az ősi háborús történetekre vonatkozó referenciákkal.

## Biva és biva hósi a társadalomban

### Vakság
Japán lejegyzett történelmének nagy részében a vakok fő foglalkozása a zene és az elbeszélő előadás volt, akik fontossága elkerülhetetlen volt, kivéve a színházi zenében és az udvari zenében, egészen a 13. századtól a 19. századig. A népi hagyomány és az irodalom változatlanul vak biva hósikról és zatókról beszél, csupán a modern időkben kezdtek látó zenészek olyan hangszeren játszani, mint a biva.
De Ferranti szerint a vakok alamizsnáért való lantjátékának gyökere az indiai buddhizmushoz nyúlik vissza, az i. e. első évezred környékére. Legkorábban a negyedik században, Dél-Ázsiában vak vándorok, akiket az Asokavadanához hasonló iratok szent emberekként írnak le, alamizsnáért játszottak lanton. Egy hetedik századi kínai irat, és a japán Kondzsaku monogatarisú, amely a korai 12. században íródott, ezt a történetet tartalmazza, míg más „szétszórt beszámolók” találhatók Kínában a Tang-kori tekercsekben a lanton játszó vak papokról. Belső-Mongóliához közel, Shanbei régióban az 1949-es forradalom előtt átlagos volt az utazó vak kéregetők látványa, miközben történeteket meséltek. Mao alatt a shuoshude-nek (kínaiul: 说书的) nevezett vak kéregetők háromhúros lanton játszottak „udvari rituálék kontextusában”, amely a Kommunista Párt szerint „lehetséges eszköze volt a reformoknak”.
A buddhizmus elterjedése előtt, a 6-9. század között „általánosan elismert volt a japán rituális életben, hogy a vak férfiak és nők sámán közvetítők voltak, akik isteni erővel bírtak, mert a többi ember által ismert világot nem ismerték. Történelmileg a vakok gyógyító rituálékat vezényeltek le, ahol betegségeket gyógyítottak vagy ördögűzést hajtottak végre. A zenében a húros hangszerek pengetésének vagy csapásának szintén van rituális jelentése, és valószínű olyan foglalkozás volt, melyet azért kaptak a vakok, hogy sámánisztikus erejük hitében adjanak elő. Az Azusa Íjat egy buddhizmus előtti rituáléban használták, hogy megidézzék az isteneket, és ebben valószínűleg részt vettek a vakok is. A korai biva hósik szerepe a harci történetek elbeszélésében, hogy a „megölt harcosok dühét enyhítse”, szintén arra mutat, hogy a vakoknak sámán szerep jutott. A történelmi feljegyzések azt sugallják, hogy a biva hósik mind az idézésben, mind pedig a dühös szellemek – főleg a harcban elesettek – kiengesztelésében alapvető szerepük volt.
A biva és a vakok közötti bensőséges kapcsolat a Tódó és a ’’mószó’’k (盲僧, „vak papok”) különböző regionális csoportjai között tovább mélyítette ezt az elválaszthatatlan köteléket. A vakság szükséges feltétele volt a tagságnak ezekben a szervezetekben, amelyek mind a vak heike előadókat és a vak biva rituálékat végzőket egyaránt felügyelték. A Tódóban a heike előadók irányítottak, ezzel sok vak japán ember életét befolyásolták. Ezen intézmények legendái szerint „ a vak biva előadók ága visszavezethető a történelmi Sakjamuni Buddha tanítványához, akit Gankacu Szondzsának hívtak.”
Hugh De Ferranti szerint azonban nem minden ókori biva előadó „nem rendelkezett látással, vagy zenei tudással”. Valójában azok az emberek, akiket vaknak hívtak csak „látáskárosultak” voltak, melyet a vakokra használt szavak jelentése is bizonyít, például módzsin (盲人, szó szerint „vak ember”), zató és mekura (盲, szó szerint „vakság”). Továbbá sok vak fokozatosan vált vakká, öregedés, betegség, vagy baleset eredményeként, ami azt eredményezi, hogy az írástudást korábban sajátították el. Hugh De Ferranti állítja, hogy számottevő biva előadó „látott és volt bizonyos esetben írástudó”, amit a Dzsodzsuin mószó hagyományok és a Genszei Hórjú mószó csoport tagságai is alátámasztanak. Ezeket az egyéneket el kellett ismerni, mert potenciális jelentőséggel bírtak azzal, hogy írott szöveget hozzanak létre, és a gyűjteményt átadják.

### Vallásos jelentőség
Minden kelet- és délkelet-ázsiai buddhista ikonográfiában ábrázolnak rövidnyakú lanton játszó égi/mennyei lényeket, csak úgy mint Szaraszvati-t, aki vezette ezeket az isteni zenészeket. Szaraszvati (a zene, bölcsesség és szónoklás istennője, aki biván játszik) szintén lanton játszik a tibeti és kínai ikonografikus ábrázolásokon, az ilyen avatarok megfelelnek a japán istenségnek, Benzaitennek, aki arról ismert, hogy bivát tart a jóindulatú kezeiben.
A japán ikonográfia két női istenséget ábrázol lanton játszani; a feljebb említett Benzaiten-t, és Mjóonten-t; az ő identitásuk gyakran összeolvad, de mindkettőnek megvan a maga gyökere a kontinentális ázsiai hagyományban, és bennük/általuk nyomon követhető Szaraszvati különböző formákban. Benzaiten a szónoklást képviseli, míg Mjóonten magát a zenét.
Ahogy a bódhiszattva nevezte: „Csodás Hang”, Mjóon Bószacu személye ismerteti a Lótusz Szútra, és fontos volt a királyi palotában biván játszóknak. Az ő hatása elterjedt a királyi palotán kívül is, ezzel beintegrálva magát a biva hósi hagyományokba. Habár a tizennyolcadik század első fele után a legtöbb szobron és ikonográfiai ábrázolásokon már nem lanton játszik, hanem pipán.
Azok a helynevek, amelyek tartalmazzák a „biva” karaktereit vagy hangzatát, azoknak szintén szent(esített) tanjuk van. A Biva-tó híres a Csikubu-simáról, ahol Taira no Cunemasza előadott a Benzaiten szentélynél, akinek pedig istensége megjelenik egy fehér sárkány alakjában. Különösen a Kjúsu-ban vannak biva dombok, völgyek, tavak és hidak mindenütt Japánban, ahol az előadók feltehetően eltemették vagy felajánlották hangszerüket a helyi vizeknek. Bizonyos szekták legendái és ókori szövegek szintén beszámolnak ilyesféle szent biva-feláldozásokról.
Nem (gender)
A biva hósik és mószók által nagy tiszteletnek örvendő, a zene pártfogó istensége Benzaiten, egy női entitás volt, és a biván játszó – szintén nagy tiszteletnek örvendő – huszadik századi nők ellenére a profi biván játszó férfiak voltak egészen a samiszen tizenhatodik századi használatáig. Bár volt egy-két kivételes eset, mikor a nők a palotában kedvtelésből játszottak ezen a hangszeren.
Még ha vakok is voltak, de a férfiasság egy szükséges feltétele volt a mószóhoz és Tódóba való bejutásához.
Habár gyakori volt Tang Kínában, hogy a nők pipán játszottak, ahogy az is gyakori volt a Heiai és Muromacsi időszakban, hogy a királyi palotában élő nők megtanultak gyermekkorukban biván játszani. Ezenfelül található még egy pár hivatkozás arra, hogy épen látó és vak női szórakoztatók játszhattak biván, mégis, az Edo-időszakban néhány lelkes nő még heike-biván játszó profiktól tanult, mintegy szórakozásból.
Női vándor előadók léteztek a középkori Japánban, bár őket cuzumi dobbal láthatták/ábrázolták a leggyakrabban. Az Edo-időszakban a „goze” nevezetű énekesek gyakran kísérték magukat samiszen-en és koto-n – utóbbin a gazdag vak nők által tanított szamuráj és kereskedő feleségek játszottak.
Samiszen-en, és az ő fából készült ’utánzatán’ a gottan-on játszottak azok, akik házról házra mentek előadni, hogy alamizsnát szerezzenek. Ezt hívták úgy, hogy: kadozuke (門付). Kjúsu-ban a goze használata nem volt szokatlan az ilyesfajta előadok körében, ahogy az a Tódó késő tizennyolcadik századi feljegyzéseiben is olvasható. A goze évenkénti fesztiválnak örvendhetett, és ez a hivatás sikeres megélhetést biztosított egészen az 1900-as évek közepéig.

### Szociális helyzet
Bár a japán társadalomban a vakság történelmileg megbélyegzett, "a buddhista tanok értelmezése szerint a karmikus büntetés egy formájának tartják", egyéb tényezők is a vak zenészek marginalizálódásához és diszkriminációjához vezettek. Általában a vakokkal a társadalmi rangjuk szabályai szerint bántak. Más szóval az egyszerű polgároknak (csóninok) és a harcos rangú vakoknak "szabad volt minden olyan munkát elvállalniuk, amit a vizuális gyengeségük megengedett", míg a földműveléssel foglalkozó háztartásoknál tevékenykedő vakoktól elvárták, hogy a földadó fizetéséhez minden lehetséges módon járuljanak hozzá. Legtöbbször zenészként, masszőrként, akupunktúrás és moxa terápás kezelőként illetve rituális területeken helyezkedtek el.
Ami a vándorló előadókat illeti, a gazdagabbak meg tudtak élni az Edo-korban is, mint tanítók és előadók és saját otthonnal is rendelkeztek, míg a többiek (akik a zató és goze többségét képviselték) a kadozuke-re hagyatkoztak, amit a koldulás egy formájának tartottak. Voltak akik házról-házra járva tartották meg előadásaikat, ők általában profi művészek voltak, akik szentélyekhez vagy templomokhoz kapcsolódtak és gyakorlottak voltak mind a szezonális rítusok elvégzésében, mind a termelő területeken tartandó ünnepségek levezénylésében. Azonban minden tehetségük ellenére a középosztálybeliek alacsonyabb rendűként kezelték őket mivel kapcsolatban álltak a Szandzsó körzettel, amit úgy ismertek mint a "diszkriminált osztályok" lakóhelye. Azonban hittek abban, hogy a fent említett aratási szertartásokon a kamik lelátogatnak, hogy megszabadítsák a lakosságot a "szennyező ajándékoktól". Ez a hiedelem biztosított szocio-kulturális alapot annak, hogy azok akik hajlandóságot éreznek rá ételt és pénzt ajánlhassanak fel a vándorló előadóknak. Ezzel a kadozukét az irgalom egy formájává tették.
Hugh de Ferranti szerint az ikonográfiai és irodalmi források általában a biva hósikat, mint magányos és szánalmas alakokat ábrázolják, bár gazdag és hatalmas egyénekről is láthatók ilyen ábrázolások. Néha titokzatos, ijesztő alakként ábrázolják őket aki potenciális veszély forrást jelentenek, míg más forrásokban nevetséges karakterekként tüntetik fel őket akik csak azért léteznek, hogy mulatság tárgyává tegyék őket, sokszor határtalan kegyetlenséggel, a folklór a biva hósit a szellemekhez köti, a bosszús szellemek megbékítésén, a csikon rituálékon keresztül. Bár a Zató-mono néven ismert Kjógen darab egy vak zató szándékos megtréfálását mutatja be, aki így elveszetté, zavarttá válik és rengeteg veszteséget, félreértést kell elszenvednie. Az ilyen eseményeket látó személyek provokálják ki, a puszta szórakozás kedvéért, mint a Szaru zató és a Cukimi zató történetekben. Képtekercsek erre a "biva hósihoz hasonló jelenséget bizarr, kissé ijesztő figurák, akiket mindazonáltal lehet bosszantani" képében ábrázolják. Ezeken a rajzokon az emberek "a házaikból nézik a biva előadókat, nevetnek és gúnyolódnak rajtunk", míg a gyerekek elfutnak előlük, a kutyák pedig megugatják őket.

## A Heike stílus fejlődése
A kutatói elemzés jelenlegi iránya szerint a ’’heike’’ eredete először biva-előadásként terjedt el, azért, hogy a buddhizmust népszerűsítse. A ’’Curezuregusza’’ („Ökörnyál-napló”) alapján, a kolostorba vonult Go-Toba császár uralkodása alatt, Jukinaga – aki a császár fő tanácsadója, Fudzsivara Kanezane udvartartásáért felelt – gyakran küldött verseket a császári udvarnak. Meghívták egy versekről szóló császári értekezésre, ahol nem tudott felidézni két erényt a hétből, ezért az „Öt erény mesterének” nevezték el. Szégyenkezve felhagyott a versírás tanulásával, leborotválta fejét és a Tendai iskolában, Dzasien apát vezetésével szerzetes lett. Dzsien hírex volt arról, hogy tehetségeket gyűjtött a Sóren-in templomban, a Hiei-hegyen Kiotóban, hogy a Tendai iskola tanait terjesszék. Itt sok biva hósi volt. A monda szerint Jukinaga itt írta meg a Heike történetét, és megtanította egy vak biva papnak, Sóbucunak, aki Japán északi részéről származott, és híres volt kiváló elbeszélő módjáról és széles körű tudásáról a harcosokról, íjakról, lovakról.
George Gish szerint a Heike stílus fejlődésének öt alapvető összetevője van:
1. A kínai népi prédikációk a tömegeknek, melyeket ’’zokkó’’ként (俗講) is ismernek
2. Az ének fő modelljévé az epikus balladák elbeszélése, melyet ’’vaszan’’nak (和讃) neveznek, később ’’sómjó’’ként (声明) módosítottak, vagy a buddhista ének, a ’’Rokudó kósiki’’ (六道講式), mely a buddhizmus hat világáról szól vált
3. Dzsien által kedvelt stílus volt a ’’sódó’’ (唱導), mely buddhista prédikáció dallammal kísérve
4. A Kiotó-bivától érkező mószó-biva hatása, ahonnan a kísérő elbeszéléssel járó biva ötlete is származik
5. A Heike történet maga egy krónika a Taira/Gendzsi Heian korszakból, gyakran értelmezik úgy, mint a buddhizmus hat világának egyik szakaszát. Sódókéént adják elő, vagy prédikációként felvilágosodás céljával.
A ’’Heikjoku’’ra zeneileg hatással voltak a buddhista énekek, és a 11-12. századi biva hagyományok, a kósiki és a sómjó. Valójában ez a ’’monogatari’’ stílus keveredése, melyet a gaku- és mószó-biva, valamint a sómjó elbeszélésekben használtak. Jukinaga udvari hagyományokból emelt át elemeket, míg Dzsien a sómjó-szemléletet biztosította. Sóbucu is egyedi prepektívákat hozott, mint Kiotó-mószó és biva pap.
Maga a ’’heike-biva’’ eszköz, a ’’gaku’’- és ’’mószó-biva’’ elődök keveréke. Valójában az átlagos távolság az érintők között megegyezett a heike-biváéval, ahogy a magassága is. Sóbucutól két iskola jött létre: a Jaszaka-rjú iskola Dzsógen vezetésével és az Icsikata-rjú iskola, melynek Dzsóicsi volt a vezetője. Akasi Kakuicsi Dzsóicsi tanítványa volt, és Asikaga Takaudzsi kedvence, valószínűleg azért, mert vérrokonok voltak. Kakuicsi nemsokára elérte a kengjó rangot, azaz a vak papok egyesületének, a Tódó vezetője lett, 1371-ben halt meg, a ’’heike-biva’’ virágzásakor.
A zenei fejlődés folytatódott az Icsikata-rjúval, mely négy különálló ágra szakadt. Az Edo-korban a fő ágak a samiszen stílus hatására tovább szakadtak. A fő iskolák a Hatano-rjú és a Maeda-rjú voltak, nevüket az alapítóik után kapták. A heves rivalizálás az iskolák között a zenei világban történő hatalmas változással együtt hozzájárult a ’’heike’’-hagyomány hanyatlásához.
A samiszen növekvő használata a 16. század közepére újításokat hozott a zenébe. A legkorábbi újítások közül némelyiket a heike-zenészek hozták létre ebben a zenei hagyományban: biva-pengetőt használtak a samiszenen, hogy utánozzák a biva sercegő hangját.

## Fordítás
- Ez a szócikk részben vagy egészben  a   Biwa hōshi című angol Wikipédia-szócikk ezen változatának fordításán alapul.  Az eredeti cikk szerkesztőit annak laptörténete sorolja fel. Ez a jelzés csupán a megfogalmazás eredetét és a szerzői jogokat jelzi, nem szolgál a cikkben szereplő információk forrásmegjelöléseként.